# James Daly
James Daly (Wisconsin Rapids, 23 de outubro de 1918 - 3 de julho de 1978) foi um ator americano de teatro, cinema e televisão, que talvez seja mais conhecido por seu papel como Paul Lochner na série dramática hospitalar Medical Center.

## Filmografia
| Filme       | Filme                               | Filme                                      | Filme |
| Ano         | Título                              | Personagem                                 | Notas |
| ----------- | ----------------------------------- | ------------------------------------------ | --- |
| 1950        | The Sleeping City                   | Interne                                    | Não creditado |
| 1955        | The Court-Martial of Billy Mitchell | Lt. Col. Herbert White                     | |
| 1957        | The Young Stranger                  | Thomas 'Tom' Ditmar                        | |
| 1960        | I Aim at the Stars                  | U.S. Major William Taggert                 | |
| 1968        | Planet of the Apes                  | Honorious                                  | |
| 1968        | Code Name, Red Roses                | Major Mike Liston                          | (título original em italiano: Rose rosse per il führer) |
| 1969        | The Big Bounce                      | Ray Ritchie                                | |
| 1969        | The Five Man Army                   | Augustus                                   | |
| 1971        | The Resurrection of Zachary Wheeler | Dr. Redding                                | |
| 1972        | Wild in the Sky                     | The President                              | |
| Televisisão |                                     |                                            | |
| Ano         | Título                              | Personagem                                 | Notas |
| 1954        | Westinghouse Studio One             | Major Gaylord                              | Episódio: The Strike |
| 1957        | Omnibus (US TV series)              | General Robert E. Lee                      | Episódio: "Lee at Gettysburg" |
| 1960        | The Twilight Zone                   | Gart Williams                              | Season 1, Episódio 30: "A Stop at Willoughby" |
| 1961–1967   | Hallmark Hall of Fame               | Barabbas, Owen Wister, Dr. O'Meara, Dunois | Episódios: "Give Us Barabbas,” "The Magnificent Yankee,” "Eagle in a Cage,” and “Saint Joan" Emmy Award for Outstanding Supporting Actor in a Drama Series in 1966 |
| 1966        | An Enemy of the People              | Dr. Thomas Stockmann                       | American Playhouse production |
| 1966        | The Fugitive                        | Michael Ballinger Arthur Brame             | Episódios: "Running Scared", "The Evil Men Do" |
| 1967        | Mission: Impossible                 | Carl Wilson / Josef Gort                   | Episódio: "Shock" |
| 1967        | Combat!                             | Capt. Cole                                 | Episódio: "Encounter" |
| 1967        | Mission: Impossible                 | Alfred Belzig                              | Episódio: "The Bank" |
| 1967        | The Invaders                        | Alan Landers                               | Episódio: "Beachhead" |
| 1968        | The Invaders                        | General Samuel ConCannon                   | Episódios: "The Peacemaker" |
| 1969        | Star Trek                           | Flint                                      | Episódio: "Requiem for Methuselah" |
| 1969–1976   | Medical Center                      | Dr. Paul Lochner                           | |
| 1970        | Ironside                            | Judge McIntire                             | Episódio: "People Against Judge McIntire" |